# Bhumijs
Els bhumijs (singular bhumij) són una tribu aborigen de l'Índia a l'estat de Jharkhand. Emparentats als mundes. El 1901 eren 328.000 un terç dels quals vivia al districte de Manbhum i la resta als llavors estats tributaris d'Orissa, al districte de Singhbhum i a l'antic districte de Midnapore.
Mentre que els hos, santals i mundes van acceptar la seva identitat ètnica i les seves pràctiques religioses animistes, els Bhumij van adoptar pràctiques religioses tant ètniques com hindús; Molts parlen bengalí i la resta parlen la llengua bhumij, un dialecte del mundari.
El poble fou molt turbulent i se'ls va conèixer com a chors (lladragots) aterroritzant tots els districtes de la vora; això va durar fins al 1832 quan un plet successori a l'estat de Barabhum va permetre a un contingent bhumij dirigit per Ganga Narayan, assolar el principat; els britànics van enviar una força des de Burdwan i Ganga Narayan va morir en combat quan atacava la fortalesa principal del thakur de Kharsawan; els bhumijs llavors es van sotmetre.